# 노엘 닐

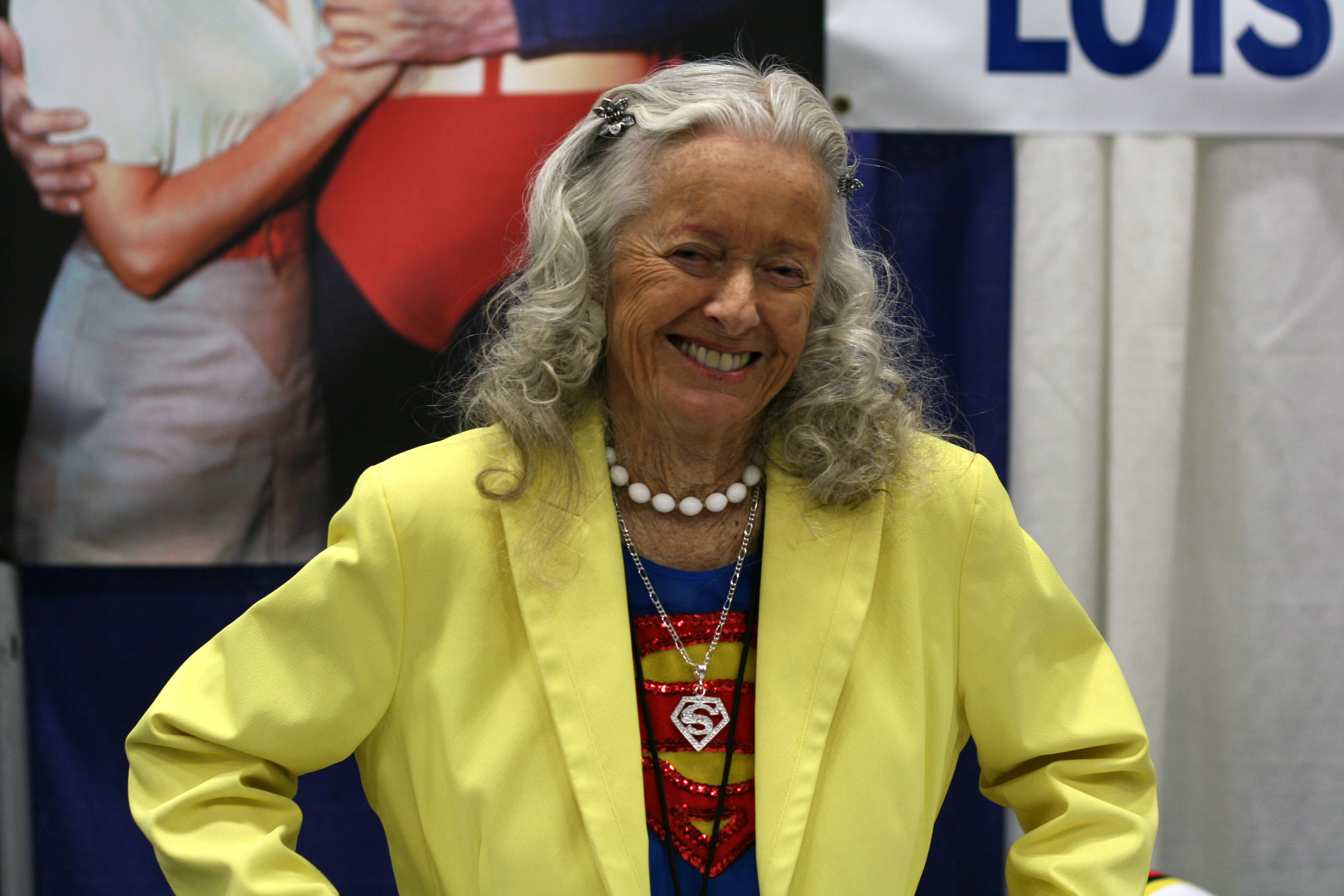

노엘 닐(Noel Darleen Neill, 1920년 11월 25일 ~ 2016년 7월 3일)는 미국의 배우, 영화배우이다.
미니애폴리스에서 태어났으며 투손에서 사망하였다.

## 영화
- 하늘을 보라 - 슈퍼맨의 놀라운 이야기 (2006년) - 본인 역
- 수퍼맨 리턴즈 (2006년) - 거트루드 벤더워스 역
- 서즈 오브 파워 (2004년)
- 슈퍼맨 (1978년)
- 슈퍼맨 - 73년작 (1973년) - 로이스 레인 역
- 슈퍼맨 - 54년작 5 (1954년) - 로이스 레인 역
- 슈퍼맨 - 54년작 4 (1954년) - 로이스 레인 역
- 슈퍼맨 - 54년작 3 (1954년) - 로이스 레인 역
- 슈퍼맨 - 54년작 2 (1954년) - 로이스 레인 역
- 슈퍼맨 - 54년작 1 (1954년) - 로이스 레인 역
- 슈퍼맨 - 53년작 단편 (1953년) - 로이스 레인 역
- 슈퍼맨 - 50년대 TV 시리즈 (1952년) - 로이스 레인 1953-1958 역
- 아톰 맨 대 슈퍼맨 (1950년)
- 나에게 미소질 때 (1948년)
- 슈퍼맨 - 48년작 (1948년) - 로이스 레인 역
- 스매쉬업 (1947년)
- 스토크 클럽 (1945년)
- 히어 컴 더 웨이브스 (1944년)
- 레츠 페이스 잇 (1943년)
- 미스 애니 루니 (1942년)